# 우이동
우이동(牛耳洞)은 서울특별시 강북구의 행정동 및 법정동이다. 서쪽으로는 경기도 고양시 덕양구, 동쪽으로는 도봉구 방학동, 쌍문동, 남쪽으로는 수유동, 북쪽으로는 경기도 양주시 장흥면과 접해 있다.

## 역사
조선 영조 대인 1751년에 한성부 동부 숭신방에 속하였으며, 1894년 갑오개혁 당시의 행정 구역 개편 때는 동서 숭신방 동소문외계 우이리라고 하였다. 당시 경기도 양주군 해등촌면 우이리의 우이천 동부 지역도 이 지역에 해당되었으나, 1911년에 한성부가 경성부로 바뀌면서 경기도 경성부 숭인면 우이리가 되었다가 1914년에 관할 구역 개편으로 경기도 고양군 숭인면 우이리가 되었다. 즉 해등촌면 우이리가 경기도 고양군 숭인면 우이리로 편입돼 합쳐진 것이다.
이후 1949년에 서울특별시 관할로 편입되면서 성북구에 속하게 된다. 이후 분리된 도봉구에 속하게 되다가 1995년에 강북구로 편입되었다.
- 조선 1466년, 세조 12년~1914년 3월 31일 : 한성부 동부 숭신방(이후 고양군 숭인면 편입.), 경기도 양주목 해등촌면 우이리
- 1949년 8월 13일 : 경기도 고양군 숭인면에서 서울시 성북구 우이리로 행정구역 변경
- 1970년 5월 18일 : 화계동에서 수유2동으로 분동
- 1973년 7월 1일 : 성북구에서 도봉구로 행정구역 변경
- 1975년 10월 1일 : 수유2동에서 분동하여 수유4동이라 칭하고 수유동·우이동·쌍문동 일부를 관할
- 1995년 3월 1일 : 도봉구에서 강북구로 행정구역 변경
- 1995년 4월 20일 : 도봉구 쌍문동 일부를 수유4동으로 편입
- 2000년 8월 29일 : 행정구역변경(통·반조정)에 의거 23통 203반으로 조정
- 2008년 6월 30일 : 우이동으로 행정동명 개정[1]
- 2010년 12월 3일 : 도봉구 쌍문동 일부지역 편입[2]

## 특징
우이동이란 한천(漢川)의 지류인 소귀내(牛耳川)가 계곡을 흐르고 있어 생긴 이름으로 북한산의 백운대(白雲臺)와 인수봉(仁壽峰)의 봉우리가 소의 귀와 같이 보인다하여 붙여진 이름이라고 하는데 넓이는 70m, 길이 8,330m, 우이천(소귀내, 넓이:50만m2)이 흐른다. 최근에는 '파라스파라 프라나오너스' 호텔이 오픈해서 더 많은 사람들이 찾고 있다.

## 교통
- ● 서울 경전철 우이신설선 북한산우이역, 솔밭공원역, 4.19민주묘지역

## 교육
중학교
- 서라벌중학교

## 시장
- 장미원시장(인수동과 공유)

## 같이 보기
- 대한민국의 행정 구역